# جوزف کوئین
جوزف کوئین (انگلیسی: Joseph Quinn؛ زادهٔ ۲۶ ژانویه ۱۹۹۴) بازیگر انگلیسی است. او برای ایفای نقش ادی مانسون در فصل چهارم مجموعهٔ چیزهای عجیب (۲۰۲۲) شناخته شده است. همچنین در سریال‌های دیکنسیان (۲۰۱۶)، هاواردز اند (۲۰۱۷)، و بینوایان (۲۰۱۸) و کاترین کبیر (۲۰۱۹) حضور داشته است. او در سال ۲۰۲۴ در فیلم علمی-تخیلی و ترسناک یک مکان ساکت: روز نخست و فیلم تاریخی و اکشن گلادیاتور ۲ در نقش گِتا ظاهر شده است.

## اوایل زندگی
کوئین در شهر لندن، کشور انگلستان متولد شد. در جنوب لندن بزرگ شد و از سال ۲۰۰۷ تا ۲۰۱۲ به مدرسه غیرانتفاعی امانوئل رفت و مدرسه به عنوان بخشی از برنامه پژوهشی نمایش خود به او بورسیه تحصیلی اعطا کرد. جوزف کوئین بعد از گرفتن بورسیه در مدرسه نمایش در آکادمی موسیقی و هنرهای نمایشی لندن شرکت کرد و در سال ۲۰۱۵ فارغ‌التحصیل شد.

## فیلم‌شناسی

### فیلم
| سال  | عنوان                       | نقش                       | توضیحات |
| ---- | --------------------------- | ------------------------- | ------- |
| ۲۰۱۸ | ارباب                       | Grunauer                  |         |
| ۲۰۱۹ | Make Up                     | تام                       |         |
| ۲۰۲۳ | Hoard                       | مایکل                     |         |
| ۲۰۲۴ | یک مکان ساکت: روز نخست      | اریک                      |         |
| ۲۰۲۴ | گلادیاتور ۲                 | گتا                       |         |
| ۲۰۲۵ | Warfare                     | سم                        |         |
| ۲۰۲۵ | چهار شگفت‌انگیز: گام‌های نخست | جانی استورم / مشعل انسانی |         |
| ۲۰۲۶ | انتقام‌جویان: روز نابودی     | جانی استورم / مشعل انسانی |         |

### تلویزیون
| سال       | عنوان        | نقش             | توضیحات            |
| --------- | ------------ | --------------- | ------------------ |
| ۲۰۱۱      | Postcode     | Tim             | قسمت #۱٫۱          |
| ۲۰۱۵–۲۰۱۶ | Dickensian   | Arthur Havisham | ۱۹ قسمت            |
| ۲۰۱۷      | بازی تاج‌وتخت | کانر            | قسمت: «غنائم جنگی» |
| ۲۰۱۷      | Howards End  | Leonard Bast    | ۴ قسمت             |
| ۲۰۱۷      | Timewasters  | Ralph           | ۲ قسمت             |
| ۲۰۱۸      | بینوایان     | Enjolras        | ۳ قسمت             |
| ۲۰۱۹      | کاترین کبیر  | پاول تزارویچ    | ۴ قسمت             |
| ۲۰۲۰      | استرایک      | Billy Knight    | ۴ قسمت             |
| ۲۰۲۰      | اسمال اکس    | PC Dixon        | قسمت: "مانگرو"     |
| ۲۰۲۲      | چیزهای عجیب  | ادی مانسون      | فصل ۴              |

### تئاتر
| سال  | عنوان       | نقش    | مکان             | منابع       |
| ---- | ----------- | ------ | ---------------- | ----------- |
| ۲۰۱۶ | نظارت عالیه | Morris | Print Room       |             |
| ۲۰۱۷ | Wish List   | Dean   | تئاتر رویال کورت | [ ۲ ]       |
| ۲۰۱۷ | Mosquitoes  | Luke   | تئاتر ملی سلطنتی | [ ۳ ] [ ۴ ] |